# La Balme
La Balme – miejscowość i gmina we Francji, w regionie Owernia-Rodan-Alpy, w departamencie Sabaudia.
Według danych na rok 1990 gminę zamieszkiwało 159 osób, a gęstość zaludnienia wynosiła 17 osób/km² (wśród 2880 gmin regionu Rodan-Alpy La Balme plasuje się na 1463 miejscu pod względem liczby ludności, natomiast pod względem powierzchni na miejscu 1174).